# Критовул са Имброса
Критовул (грч. Κριτόβουλος /Критовулос/) са Имброса је био угледни Грк, који је вероватно пре 1470. г. написао Историју султана Мехмеда II, дело које обухвата раздобље 1451—67. г. и које је на неки начин корисно јер допуњује извештаје Халкокондила, Дуке и Сфранцеса. Као и у случају његовог савременика Халкокондила, и Критовул није могао а да не одоли привлачној снази оних чувених Тукидидових речи којим се стари писац послужио на почетку своје Историје пелопонеског рата с намером да образложи оно што га је подстакао да прионе писању свог малопре поменутог дела. Тако се и Критовул, угледајући се на старог писца, послужио тим шаблоном. Узгред, због тог шаблона Лукијан са Самосате се својевремено обрушио на Креперија Калпурнијана (Κρεπέρῃος Καλπουρνιανὸς) из Помпејопоља, аутора једног дела о римско-партском рату, којег је притом назвао Тукидидовим ревносним имитатором (Θουκυδίδου ζηλωτὴς ἄκρος) из тог разлога што се, како је запазио, од свих увода који су подражавали Тукидидов његов највише осећа на атичку мајчину душицу (χαριεστάτην ἀρχῶν ἁπασῶν καὶ θύμου τοῦ Ἀττικοῦ ἀποπνέουσαν).
Према речима немачког византолога Карла Крумбахера (1856—1909), збиља је необично што је код једног таквог писца који је писао о турском султану присутан тон Перикловог савременика. Тај утицај атинског историчара огледа се исто тако како у погледу распореда догађаја на основу четири годишња доба, тако и стилског улепшавања саме приче; а два велика говора које је Мехмед тобоже одржао пред окупљеном заповедничком и намесничком господом, одговарају Тукидидовим кентонима. Међутим, како оцењује Крумбахер, упркос свим напорима Критовулу није пошло за руком да досегне ни за сенком оне замишљене чврстоће и пуноће свог великог узора; његов опис се своди на нашироко наклапање, које је уз то видљиво ограничено наизглед стручним изразима. Оно што Критовула ипак чини другачијим од једног другог Тукидидовог обожаватеља, Халкокондила, као и од осталих приповедача са простора срушеног Византијског царства и грчког говорног подручја, јесте његов став према османском освајачу. Док су се Халкокондил, Дука и Сфранцес у то време када су саставили своја дела налазили ван сфере утицаја Турака и због тога нису узимали у обзир њихову осетљивост, Критовул је напротив био један од оних Грка који су се помирили са турском превлашћу и сходно томе тражили у новонасталом поретку своје место.

## Одабрана литература
- Острогорски, Георгије (1969). Историја Византије. Београд: Просвета. pp. 439.}-